# Coprolithe
Un coprolithe (du grec κόπρος / kópros, « excrément », et λίθος / líthos, « pierre ») est un excrément fossilisé et généralement minéralisé. Produits de la digestion des animaux pluricellulaires, les coprolithes sont des constituants des sédiments. Des coprolithes humains ont notamment été découverts dans de nombreux sites préhistoriques.
L'étude des coprolithes est la paléocoprologie, la coprologie appliquée à la matière fécale fossile. C'est une sous-discipline de la paléontologie.

## Présentation
L'étude des coprolithes est par exemple l'un des moyens les plus efficaces pour étudier l'alimentation d'une population donnée.
D'importants champs de coprolithes ont été découverts sur le site de Los Chañares (province de La Rioja, Argentine). Sur huit champs de 400 à 900 m2, répartis sur quelques kilomètres carrés, l'ensemble des fouilles compte environ 30 000 spécimens datant de 235 millions d'années. Cette découverte a fait l'objet d'une communication dans la revue scientifique en ligne Scientific Reports, le 28 novembre 2013,.
Ce sont aussi des concrétions constitutives des calcaires biodétritiques, qui résultent de la fossilisation de matières fécales d'invertébrés marins appelées pellets.
La Geological Society of London va mettre en ligne un catalogue des excréments fossiles.
En 2017, une équipe de chercheurs de l'European Synchrotron Radiation Facility et de l'université d'Uppsala en Suède publient un article dans la revue Scientific Reports présentant l'examen de matières fécales fossilisées vieilles de 230 millions d'années d'un animal spécialisé dans l'alimentation de coléoptères. L'examen en trois dimensions de ces coprolithes provenant de Pologne et rendu possible grâce au rayonnement synchrotron, fait découvrir des restes de coléoptères comme des ailes et une partie d'une jambe, représentant trois espèces différentes, tous parfaitement conservés.

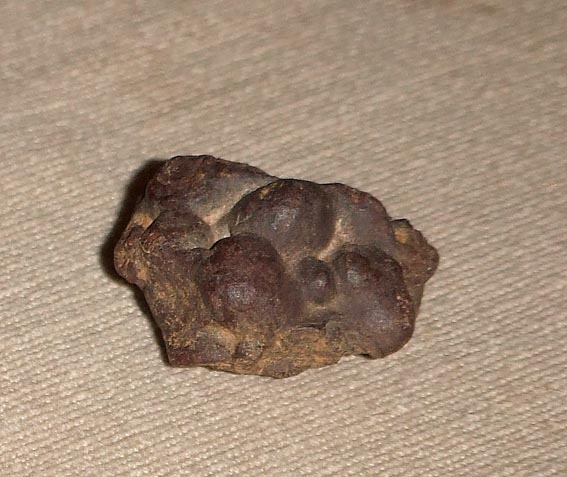
Coprolithe de lézard datant de l'Éocène.
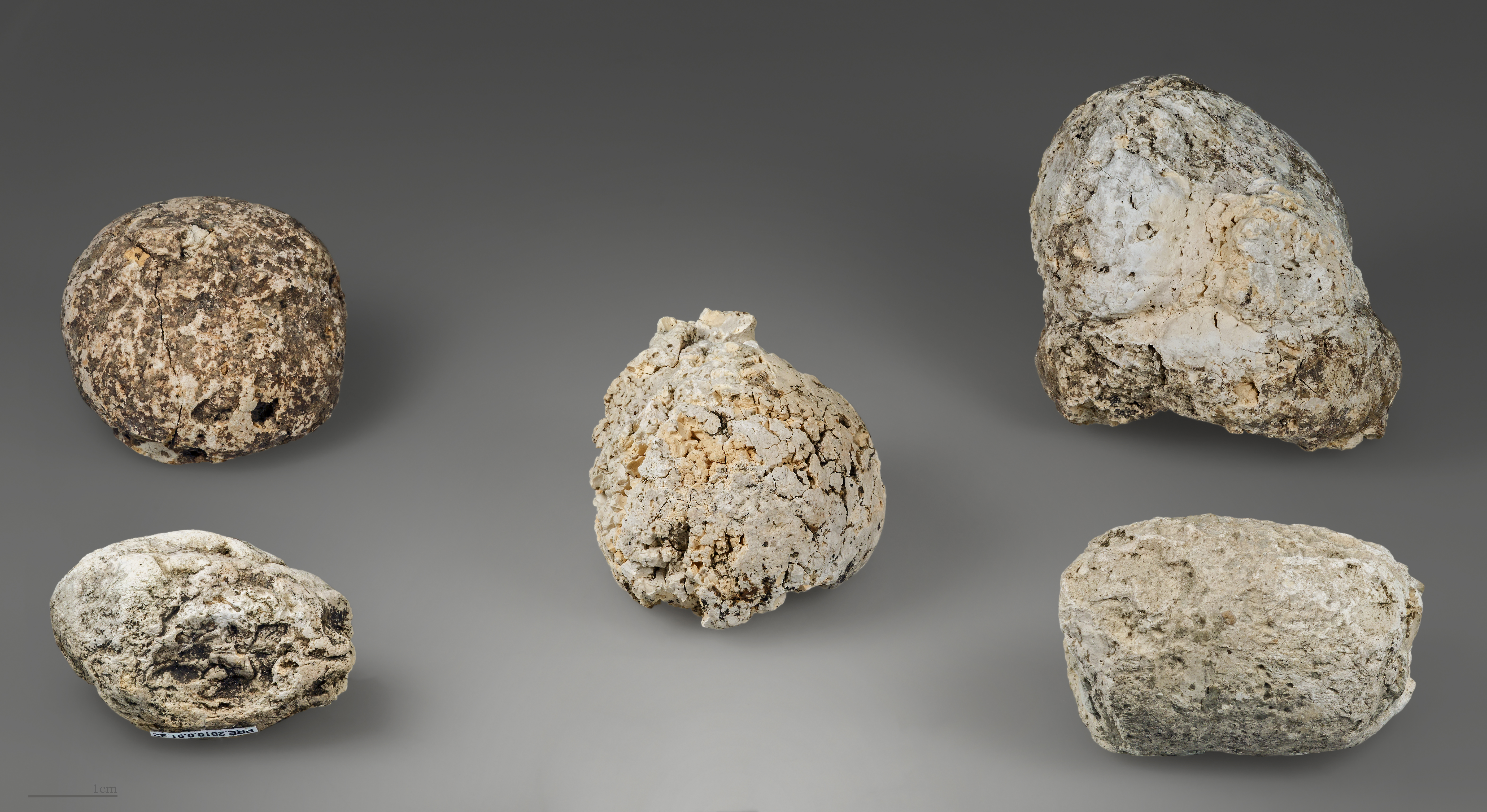
Coprolithes aurignaciens de Hyène des cavernes - Grotte d'Aurignac (MHNT)
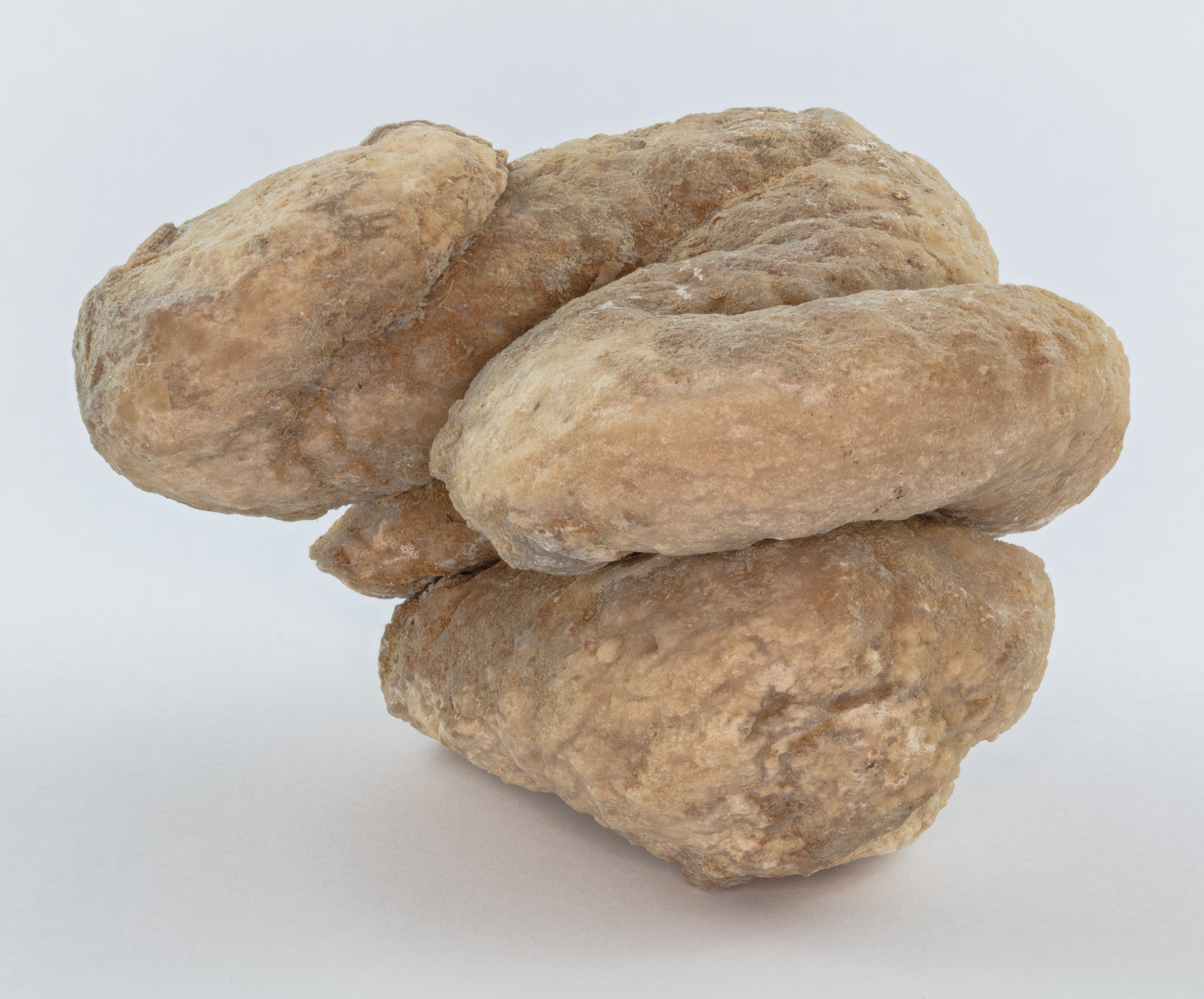
Coprolithe du miocène trouvé en Catalogne.

## Autres significations
Le terme « coprolithe » est également utilisé en médecine, pour désigner une accumulation de matières fécales durcies (voir fécalome).
Coprolithe est un juron utilisé par les trolls dans les romans du Disque-monde écrits par Terry Pratchett.